# Ophrys brigittae
Ophrys brigittae är en orkidéart som beskrevs av Helmut Baumann. Ophrys brigittae ingår i ofryssläktet, och familjen orkidéer. Inga underarter finns listade i Catalogue of Life.